# Armando Selva
Armando Selva (Como, 28 aprile 1952) è un politico e manager italiano.

## Biografia
È stato dal 1993 al 1997 sindaco di Cantù e dal 1997 al 2002 presidente della provincia di Como per la Lega Nord.
Nel 1998 è stato presidente della Regio Insubrica, regione transfrontaliera tra le province di Como, Varese, VCO e il Canton Ticino (Svizzera).
Architetto libero professionista, ha collaborato come giornalista pubblicista per anni con “Il Giornale” di Montanelli a Milano.